# 영동 중화사 대웅전
영동 중화사 대웅전(永同 重華寺 大雄殿)은 충청북도 영동군 영동읍, 중화사에 있던 조선시대의 건축물이다. 2002년 1월 11일 충청북도의 문화재자료 제33호로 지정되었으나, 2013년 7월 10일 화재로 인하여 전소됨에 따라 2013년 9월 13일 해제되었다.

## 문화재 개요
중화사는 언제 창건되었는지 정확히 알 수 없지만 임진왜란으로 소실된 후 숙종 3년(1677년)에 대웅전이 건립되었다고 전해진다. 그 후 정도 21년(1797년)에 정치 화상이 중수하고, 철종 8년(1857년)에 백여 스님이 2차 중수하고, 다시 융희 2년(1908년)에 3차 중수하고, 1934년에 당시 주지 한보이에 의하여 4차 중수한 사실이 있다.
건물구조는 정면 3칸, 측면 3칸의 정방형에 가까운 평면으로 자연석 초석 위에 민흘림 원주를 세웠으며, 공포는 외 1출목 내 2출목의 다포식으로 맞배지붕 목조기와집이다. 이 건물은 소규모의 법당건축으로서 조선후기의 건축적 특성이 잘 표현되어 있어 당시 장인의 건축기법을 보여주는 자료로서의 보존가치가 높은 건물이다

## 화재 발생
2013년 7월 10일 오후 4시 47분경 발생한 화재로 대웅전이 소실되었다. 이 화재로 불전 안에 있던 충청북도 유형문화재 제288호인 목조여래좌상 등 2점의 목불과 탱화도 소실되었다.

## 같이 보기
- 영동 중화사 목조여래좌상 및 목조보살좌상

## 참고 자료
- 영동 중화사 대웅전 - 국가유산청 국가유산포털